# Soraya (téléfilm)
Pour les articles homonymes, voir Soraya.

Soraya est un téléfilm italien en deux épisodes réalisé par Lodovico Gasparini et diffusé pour la première fois le 29 décembre 2003.

## Fiche technique
- Scénario : Umberto Marino et Anna Samueli
- Pays :  Italie
- Durée : 2 x 95 minutes

## Distribution
- Anna Valle : Soraya Esfandiari Bakhtiari
- Erol Sander : Le Shah Mohammad Reza Pahlavi
- Claude Brasseur : Mossadegh
- Krista Stadler : La reine-mère Tadj ol-Molouk
- Mathilda May : La princesse Shams